# Kendlbruckergraben - Hinteralm
Kendlbruckergraben - Hinteralm este o arie protejată (arie specială de conservare — SAC, sit de importanță comunitară — SCI) din Austria întinsă pe o suprafață de 20,07 ha, integral pe uscat.

## Localizare
Centrul sitului Kendlbruckergraben - Hinteralm este situat la coordonatele 46°58′09″N 13°49′03″E / 46.9691°N 13.8174°E.

## Înființare
Situl Kendlbruckergraben - Hinteralm a fost declarat sit de importanță comunitară în iunie 2015 pentru a proteja un număr necunoscut de specii din flora spontană și fauna sălbatică aflate în arealul zonei. Situl a fost protejat și ca arie specială de conservare în septembrie 2017.

## Biodiversitate
Situată în ecoregiunea alpină, aria protejată conține 5 habitate naturale: Râuri de munte și vegetația erbacee de pe malurile acestora, Mlaștini turboase de tranziție și turbării mișcătoare, Formațiuni pioniere alpine de Caricion bicoloris-atrofuscae, Păduri acidofile de Picea de la nivel montan la nivel alpin (Vaccinio-Piceetea), Păduri alpine de Larix decidua și/sau Pinus cembra.
La baza desemnării sitului se află un număr nedeclarat de specii protejate.